# Tillodon fodiens
Tillodon fodiens (лат.) — вымерший вид млекопитающих из семейства Esthonychidae подотряда Tillodontia. Единственный известный науке вид рода Tillodon. Ископаемые остатки найдены на территории штата Вайоминг, датируются эоценом, между 50,3 и 46,2 млн лет назад. По внешнему виду напоминал медведя, однако был травоядным.

## Описание
Это животное могло быть размером с небольшого медведя длиной полтора метра и весом около 150 килограммов; только череп имел длину около 35 сантиметров. Обладал крепким телом, мощными ногами и большой головой, вооруженной длинными и крепкими резцами, похожими на таковые у грызунов.
Череп был удлиненным, особенно в области морды. Челюстные кости были сильно развиты и выходили за пределы носовых костей. На уровне лобных костей череп резко поднимался. Глазницы были широко открыты сзади. Имелся высокий сагиттальный гребень, точка прикрепления мощных жевательных мышц. Скуловые дуги, сильно увеличенные, переходили прямо в затылочные гребни. Вторые резцы (верхние и нижние) были сильно видоизменены. Они были изогнутыми, удлиненными и гипсодонтными, с эмалью, ограниченной передней частью зуба. И первый, и третий нижние резцы исчезли. Имелась длинная диастема; коренные зубы имели довольно низкую коронку (брахиодонтные). Наружная стенка нижних зубов значительно сближалась с внутренней.

## Классификация
Род Tillodon был описан Газином в 1953 году для вида Tillotherium fodiens, ранее установленного Отниэлем Чарльзом Маршем в 1875 году; однако род Tillotherium до некоторой степени путали с родом Trogosus; Газин считал необходимым отнести вид Т. fodiens к новому роду. В любом случае Trogosus и Tillodon настолько близки, что могут представлять собой один род, причем Tillodon fodiens является наиболее производным видом группы (Miyata, 2007).

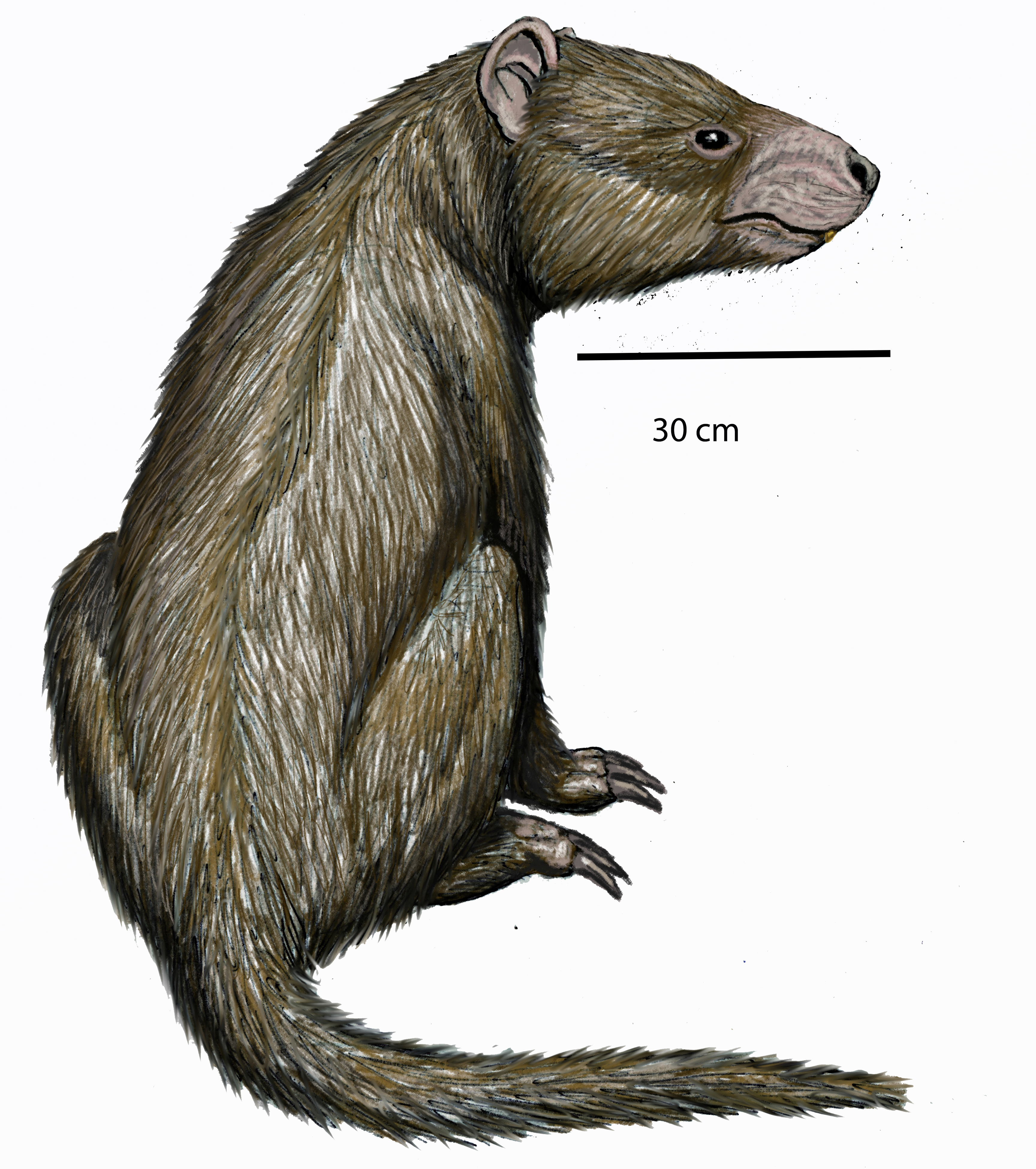
Реконструкция Tillodon fodiens

Trogosus и Tillodon — наиболее специализированные роды группы Tillodontia, группы загадочных млекопитающих, которые в эоцене развили морфологию, удивительно похожую на морфологию грызунов, несмотря на то, что они были намного крупнее большинства грызунов.